# Trygonoptera imitata
Trygonoptera imitata là một loài cá đuối trong họ Urolophidae, đặc hữu của các vùng nước ven biển ngoài khôi đông nam Úc, trừ Tasmania.